# Hay amores... y amores
Hay amores... y amores es el nombre del quinto álbum de estudio grabado por el cantautor uruguayo-mexicano Sergio Fachelli. Fue lanzado al mercado en 1984 por la empresa discográfica Melody y grabado en Madrid, España.

## Créditos
- Música: Sergio Fachelli
- Letra: Aníbal Pastor, Camilo Blanes y María Lar.
- Arreglos: J.M. Estébanez, M. Toro, P. Marchante y Sergio Fachelli
- Dirección: J.M. Estébanez. M. Toro. P. Marchante y Sergio Fachelli
- Publicación: Melody Internacional
- Compositor: Camilo Sesto

## Lista de canciones
| N.º | Título                     | Letras        | Música          | Duración |  |
| 1.  | «O todo o nada»            | Aníbal Pastor | Aníbal Pastor   | 3:50     |  |
| 2.  | «Volveré»                  | Aníbal Pastor | Sergio Fachelli | 3:31     |  |
| 3.  | «Cariño mío»               | Aníbal Pastor | Sergio Fachelli | 3:23     |  |
| 4.  | «Lloras»                   | Aníbal Pastor | Sergio Fachelli | 3:25     |  |
| 5.  | «Contigo, sin ti y por ti» | Camilo Blanes | Sergio Fachelli | 3:29     |  |
| 6.  | «Hay amores... y amores»   | Camilo Blanes | Sergio Fachelli | 3:44     |  |
| 7.  | «Dominar al amor»          | María Lar     | Sergio Fachelli | 3:18     |  |
| 8.  | «La chica de mis sueños»   | María Lar     | Sergio Fachelli | 3:23     |  |
| 9.  | «Tú»                       | Aníbal Pastor | Sergio Fachelli | 3:26     |  |
| 10. | «Lágrimas de amor»         | Aníbal Pastor | Toto Cotugno    | 2:52     |  |